# Dilara Aylin Ziem
Dilara Aylin Ziem (* 2002 in Berlin) ist eine deutsche Schauspielerin, die vor allem durch ihre Rolle in Karoline Herfurths Spielfilm Wunderschön bekannt ist.

## Leben
Ziem wurde als Kind deutsch-türkischer Eltern in Berlin geboren und entdeckte bereits in jungen Jahren ihre Leidenschaft für die Schauspielerei. Als Schülerin spielte sie Theater und wirkte am Berliner Kinder-, Jugend- und Familienzentrum FEZ in einer Musicalvorführung mit. Nach kleinen Rollen in der pädagogischen Lehrfilm-Reihe Die kleine Benimmschule wurde Ziem 2019 von Karoline Herfurth für eine der Hauptrollen in dem Kinofilm Wunderschön besetzt. Aufgrund der COVID-19-Pandemie wurde der Kinostart mehrfach verschoben, bevor der Film schließlich im Februar 2022 in die Kinos kam.
Ebenfalls 2022 stand Ziem für die Serie Hübsches Gesicht vor der Kamera, die im Zuge eines Hochschulwettbewerbs von RTL+ von Aylin Kockler entwickelt wurde. Für die Rolle wurde sie im Jahr 2023 für den New Faces Award von Bunte nominiert.
Ziem lebt in Berlin.

## Filmografie
- 2017: Die kleine Benimmschule (2 Folgen)
- 2022: Wunderschön
- 2022: Hübsches Gesicht (Fernsehserie, 6 Folgen)
- 2023: Weihnachtspäckchen ... haben alle zu tragen
- 2023: Großstadtrevier (Fernsehserie, Marshmallow Mädchen)
- 2025: Wunderschöner
- 2025: Euphorie (Fernsehserie)